# 琉球旗
琉球旗是代表琉球国和琉球群岛的图案和旗帜。

## 左御纹
琉球历史上的第一个象征王室的标志是一个形如三个逗号的纹章，称作左御纹。目前已经证实左御紋是由第一尚氏王朝的最后一位统治者尚德王开始使用的。这位国王可能是受崇拜八幡神的日本海盗的启发而采用了八幡神的标志。他在1467年发动了对喜界島的入侵，在胜利后建造了安里八幡宮。在沖繩島北部的古墓发现的一个刻有左御纹的1500年的木棺证实了这一点。
历史学家史蒂芬·特恩布尔推测大约在1609年，慶長琉球之役时，左御纹就已经被使用在了旗帜、横幅和军服上了。在被薩摩藩击败后，琉球被允许保留王国的自治地位，保持与中国传统的朝贡关系。此后，开往萨摩藩的官方船只开始使用日本风格的旗帜，上面印有尚氏王朝的纹章，而私人船只则被禁止使用此旗帜。研究近代日本船舶的专家板井英伸推测，琉球模仿日本是为了表示对萨摩藩的忠诚。执政琉球的島津氏事实上默许了琉球的双重效忠，因为它仍然是中日之间的贸易通道，在江户幕府的锁国政策下提供了一个可乘之机。板井表示，由于琉球奉命向中国隐瞒其对萨摩藩的附庸，这面旗帜被前往中国的船只使用的可能性极低。

## 各类旗帜
1797年，一艘琉球特许前往萨摩藩的私人船只在途中失事，第二年最终漂流到銚子市。它的旗帜后来在史料中被称为“琉玖旗”，特点是在白色的背景上有一个蓝色螺旋的黑色左御纹，在下方有一个黑的横条并有一条红线贯穿。
另一面琉球旗出现在历史小说《琉球史劇巴旗乃曙》中。这本书由屋良朝陳（1895-1957年）创作。作者声称这面旗帜是琉球国的国旗；他还表示他在战前制作了一面实体国旗并藏了起来。
屋良朝陳的“国旗”类似于1954年琉球列島美國民政府设计的旗帜。1954年，美国政府曾短暂地非正式地使用过这面旗帜，但从未正式采用过。这面旗帜是美国共和军为扭转冲绳皇民化運動所做的部分努力，也是为了通过重塑“琉球”身份来对抗当时愈演愈烈的冲绳回归运动。起初，美国试图对日本国旗实施全面禁令，但由于美国承认日本对这些岛屿拥有“剩余主权”，最终允许冲绳人可以以特殊理由悬挂日本国旗，但冲绳人后来开始争取无条件悬挂的权力。为了应对这种情况，美国民政府试图制作琉球国旗。美国人认为，基于上世纪统治琉球国的王族纹章的新国旗将激发琉球人的民族主义精神。美国民政府在琉球—美国友谊中心展示了这面旗帜，但这种前王室象征很快引起了冲绳人民的失望。大多数人甚至不知道这个符号代表什么。这个非正式的实验被大多数冲绳人所忽视。
战后，冲绳商船开始采用國際信號旗的D旗作为船舶旗。然而，由于这面旗没有被正式承认，也不为人所知，许多使用这面旗的船只都被扣押了。最终美国民政府让琉球群岛船只使用美国国旗，然而很多沖绳人选择了日本国旗来表示抗议。1967年，一个新的船舶旗被批准使用；它是在日本国旗上面加一个三角旗，三角旗上写有“琉球”和“Ryukyus”。
1972年琉球群岛回归日本后，开始使用冲绳县的旗帜。
2012年，那霸市历史博物馆的兼职策展人喜納大作为《琉球新报》写了一篇关于维基百科上所谓琉球国国旗的图片的文章。他表示无法找到有关琉球国旗的当时资料。他认为近代琉球国的政体并没有国旗这一概念，并对这些错误信息产生的误导表示担心。

1954年琉球列島美國民政府设计的旗帜。
1946年，琉球非官方的船舶旗
1967年琉球船舶旗
冲绳县的旗帜